# Alexandr Pliuschin
Alexandr Pliuschin (pronunciado Pliushkin, en Ruso Александр Плюшкин; Chisináu, 13 de enero de 1987) es un ciclista moldavo que fue profesional entre 2008 y 2015.

## Biografía
Debutó como profesional en el año 2008 con el equipo francés Ag2r La Mondiale, y actualmente es miembro del equipo ruso Team Katusha desde 2010. Es el único ciclista moldavo que es profesional y el que más ha destacado de su país en los últimos tiempos. Sus victorias más importantes como amateur y profesional son: el Campeonato de Europa Sub-19 la Clásica de los Alpes Sub-19, el Tour de Flandes sub-23 y los 2 Campeonatos de Moldavia en Ruta. Representó a su país Moldavia en los Juegos Olímpicos de Pekín 2008.
El 26 de febrero de 2015 fue suspendido por su equipo, el Synergy Baku, debido a un resultado positivo por salbutamol. Este positivo tuvo lugar durante el transcurso del Sharjah Tour, disputado en noviembre de 2014 cuando corría en el Sky Dive Dubai Pro Cycling Team.

## Palmarés
2008
- Campeonato de Moldavia en Ruta

2010
- Campeonato de Moldavia en Ruta
- Dúo Normando (haciendo pareja con Artem Ovechkin)

2011
- Campeonato de Moldavia en Ruta

2012
- Campeonato de Moldavia en Ruta

2014
- Melaka Chief Minister's Cup
- Sharjah Tour, más 2 etapas

## Resultados en Grandes Vueltas y Campeonatos del Mundo
| Carrera              | Carrera              | 2008 | 2009 | 2010  | 2011 | 2012 | 2013 | 2014 | 2015 |
| -------------------- | -------------------- | ---- | ---- | ----- | ---- | ---- | ---- | ---- | ---- |
|                      | Giro de Italia       | —    | —    | —     | —    | —    | —    | —    | —    |
|                      | Tour de Francia      | —    | —    | —     | —    | —    | —    | —    | —    |
|                      | Vuelta a España      | —    | —    | 108.º | —    | —    | —    | —    | —    |
| Mundial en Ruta      | Mundial en Ruta      | —    | —    | —     | —    | Ab.  | —    | —    | —    |
| Mundial Contrarreloj | Mundial Contrarreloj | —    | —    | —     | —    | —    | —    | 21.º | 47.º |

―: no participa

Ab.: abandono

## Equipos
- Ag2r La Mondiale (2008-2009)
- Team Katusha (2010-2011)
- Leopard-Trek Continental (2012)
- IAM Cycling (2013)
- Sky Dive Dubai (2014)
- Synergy Baku (2015)